# Datong, Xining
Datong, tidigare stavat Tatung, är ett härad för huikineser och tu-folket som lyder under Xinings stad på prefekturnivå i Qinghai-provinsen i västra Kina.